# Savage or Grace
Savage or Grace è il sesto album del gruppo musicale Sinister, pubblicato nel 2003.

## Tracce
1. Rise of the Predator – 2:16
2. Savage or Grace – 2:36
3. Barbaric Order – 3:48
4. The Age of Murder – 3:18
5. Conception of Sin – 5:21
6. Chapel Desecration – 3:40
7. Dominion – 3:31
8. Collapse Rewind – 3:05
9. Apocalypse in Time – 2:51

## Formazione
- Rachel Heyzer - voce
- Aad Kloosterwaard - batteria
- Bart van Wallenburg - chitarra
- Alex Paul - basso